# Шестопалова Ганна Вікторівна
Ганна Вікторівна Шестопалова (нар. 13 травня 1958) — український біофізик, доктор фізико-математичних наук, професор кафедри біологічної фізики Харківського національного університету імені В. Н. Каразіна, завідувача відділом біологічної фізики Інституту радіофізики та електроніки ім. О. Я. Усикова НАН України.

## Біографія
Народилася 13 травня 1958 року.
У 1980 році закінчила Харківський державний університет, а в 1983 році — аспірантуру в університеті.
З 1983 року працює у відділі біологічної фізики Інституту радіофізики та електроніки ім. О. Я. Усикова НАН України, у 2005 році очолила його.
У 1987 році захистила кандидатську дисертацію на тему: «Гідратація кофеїну і його взаємодія з системою ДНК-вода» (спеціальність — біофізика).
У 2002 році здобула вчене звання «старший науковий співробітник».
У 2007 році захистила докторську дисертацію на тему: «Молекулярні механізми гідратації та формування комплексів нуклеїнових кислот з біологічно активними сполуками».
У 2018 році здобула вчене звання «професор».
Також є професором кафедри біологічної фізики Харківського національного університету імені В. Н. Каразіна та членом спеціалізованої вченої ради Д 64.175.03.

## Науковий доробок
Автор і співавтор 126 наукових праць, зокрема 40 статей, 3 монографій тощо. Працює над вивченням механізмів взаємодій в молекулярних системах «біомакромолекули (або їх компоненти та похідні) — вода — іони — біологічно активні речовини» і дослідженням механізмів білково-нуклеїнового впізнавання.

## Нагороди
- орден княгині Ольги III ступеня (19 травня 2018) — за вагомий особистий внесок у розвиток вітчизняної науки, зміцнення науково-технічного потенціалу України, багаторічну сумлінну працю та високий професіоналізм[6];
- Грамота Президії Академії наук України (2013).

## Публікації
1. Шестопалова А. В., Кашпур В. А., Малеев В. Я. Гидратация кофеина в растворах по данным СВЧ-диэлектрометрии // ДАН УССР. — 1984. — серия Б, № 7. — С.79-82.
2. Шестопалова А. В., Данилов В. И., Малеев В. Я. Природа стопкообразования молекул кофеина в воде: изучение методом Монте Карло // ДАН СССР. — 1985. — 282, № 4. — С.1000-1003.
3. Danilov V.I., Shestopalova A.V. Hydrophobic effect in biological associates: a Monte Carlo simulation of caffeine molecules stacking // Int. J. Quant. Chem.- 1989. — XXXV, N — Р.103-112.
4. Shestopalova A.V. Interaction of caffeine molecular associates with water: theory and experiment // Croatica Chem.Acta. — 1989. — 62, N 4. — Р.825-834.
5. Maleev V., Semenov M., Kashpur V., Bolbukh T., Shestopalova A., Anishchenko D. Structure and hydration of polycytidylic acid from the data of infrared spectroscopy, EHF dielectrometry and computer modeling // J. Mol.Structure. — 2002. — 605, N1. — Р.51-61.
6. Gasan A.I., Virnik K.M, Shestopalova A.V., Maleev V.I. Dynamic properties of water bound to matrices of natural DNA and model complexes // Biofizika. — — 47, № 2. — Р.245-252.
7. Virnik K.M., Gasan A.I., Maleev V.Ia.,Shestopalova A.V. Energetics of hydration of nucleic acids with various nucleotide composition // Biofizika. — — 47, № 3. — Р. 420—426.
8. Shestopalova A.V. Hydration of nucleic acids components in dependence of nucleotide composition and relative humidity: a Monte Carlo simulation // European Phys. J. D. — 2002. — 20, № 1. — Р.331-337.
9. Berezniak E.G., Semenov M.A., Bol'bukh T.V., Dukhopel'nikov E.V., Shestopalova A.V., Maleev V.Ia. Study of effect of water on the interaction of DNA and actinocin derivatives with various aminoalkyl chain length by infrared spectrophotometry and computer modeling // Biofizika. — 2002. — 47, № 6. — Р.1005-1014.
10. Maleev V.Ya., Semenov M.A., Kruglova E.B., Bolbukh T.V, Gasan A.I., Bereznyak E.G., Shestopalova A.V. Spectroscopic and calorimetric study of DNA interaction with a new series of actinocin derivatives // J. Mol. Structure. — 2003. — 645, № 1. — Р.145-158.
11. Miroshnychenko K.V., Shestopalova A.V. Flexible docking of DNA fragments and actinocin derivatives // Molecular Simulation. — 2005. — 31, N — P. 567—574.
12. Shestopalova A.V. Computer simulation of the association of caffeine and actinocin derivatives in aqueous solutions // Biofizika. — 2006. — 51, № 3. — Р.389-401.
13. Shestopalova A.V. The investigation of the association of caffeine and actinocin derivatives in aqueous solution: A molecular dynamics simulation // J. Mol. Liquids. — 2006. — 127, N1-3. -113-117.
14. Miroshnychenko K.V., Shestopalova A.V. Molecular dynamics simulation of different helical forms of polyribocytidilic acids // Biophysical Bulletin. — 2008. — 21 (2). — P.5-18.
15. Tkachenko M. Y., Boryskina O. P., Shestopalova A. V., Tolstorukov M. Y.ProtNA-ASA: Protein-nucleic acid structural database with information on accessible surface area // Int. J. Quant. Chem. — 2010. — 110, № 1. — Р. 230—232.
16. Miroshnychenko K.V., Shestopalova A.V. The Effect of Drug-DNA Interactions on the Intercalation Site Formation // Int. J. Quant. Chem. — 2010. — 110, № 1. — Р.161-176.
17. Boryskina O.P., Tkachenko M.Yu., Shestopalova A.V. Variability of DNA structure and protein-nucleic acid reconginition // Cell. — 2010. — 26, № 5. — Р.360-372.
18. Boryskina O. P., Tkachenko M. Yu., Shestopalova A. V. Protein-DNA complexes: specificity and DNA readout mechanisms // Cell. — 2011. — 27, № 1. — Р.3-16.
19. Semenov M.A., Blyzniuk Iu.N., Bolbukh T.V., Shestopalova A.V., Evstigneev M.P., Maleev V.Ya. Intermolecular hydrogen bonds in hetero-complexes of biologically active aromatic molecules probed by the methods of vibrational spectroscopy // Spectrochimica Acta Part A: Molecular and Biomolecular Spectroscopy. — -V. 95. — p. 224—229.
20. Pesina D. A., Kashpur V. A., Khorunzhaya O. V., Shestopalova A.  Hydration of complexes of chlorophyllin with human and bovine serum albumin investigated by differential EHF dielectrometry // Bioph Bul. 2013. — N. 30(2). — P. 5-14.
21. Zhitnikova M.Y., Boryskina O.P., Shestopalova A.V. Sequence-specific transitions of the torsion angle gamma change the polar-hydrophobic profile of the DNA grooves: implication for indirect protein-DNA recognition // Biomol. Struct. Dyn. — 2014. — V.32. — N 10. — pp. 1670–1685.
22. Evstigneev M.P., Shestopalova A.V. Structure, Thermodynamics and Energetics of Drug-DNA Interactions: Computer Modeling and Experiment, pp. 21–58, In: Application of Computational Techniques in Pharmacy and Medicine; Series: Challenges and Advances in Computational Chemistry and Physics, Vol. 17; Gorb, Leonid, Kuz'min, Victor, Muratov, Eugene (Eds.), 2014, XIII, 550 p.; ISBN 978-94-017-9256-1 (Print) 978-94-017-9257-8 (Online).
23. Шестопалова А. В., Житникова М. Ю., Борискина Е. П. Полиморфизм ДНК и проблема белково-нуклеинового узнавания: монография. — LAP: Lambert Academic Publishing, Saarbrucken, Germany, 2014-03-25, 112 с., ISBN 978-3-659-30140-7.